# Frontera entre Tanzania y Uganda
La frontera entre Uganda y Tanzania es una frontera internacional continua larga de 396 kilómetros que separan Uganda y Tanzania en África Oriental.

## Descripción

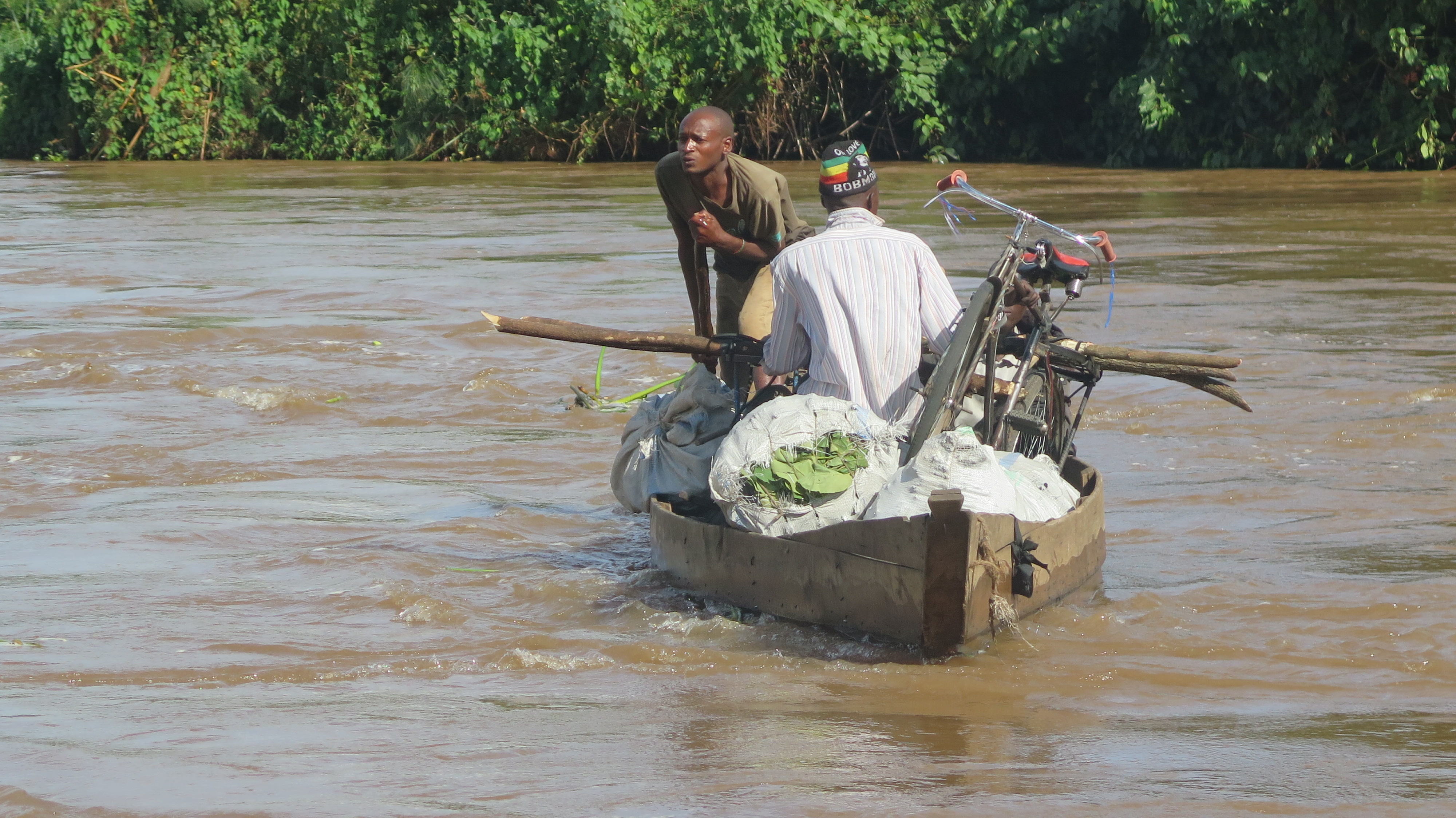
Comercio transfronterizo informal sobre el Kagera cerca de Kajaho.

La frontera comienza en un punto triple con las fronteras Ruanda-Tanzania y Uganda-Ruanda. En sus primeros 60 km sigue el curso del Kagera, hacia el este. Los siguientes 340 kilómetros siguen una línea recta de oeste a este por el paralelo 1 sur. La mayor parte de esta línea recta está en el lago Victoria. Termina con un punto triple entre las fronteras Kenia-Uganda y Kenia-Tanzania.